# Karczma Sądowa 1735
Karczma Sądowa 1735 – budynek z 1735 roku przy ulicy Karkonoskiej 7 w Karpaczu Górnym. Od XVIII wieku znajdowała się tu siedziba władz, odbywały się sądy i rozstrzygane były spory między mieszkańcami Budzisk. Do momentu postawienia Świątyni Wang w połowie XIX wieku było to centrum wsi, stąd też wiodła główna droga na Polanę i Śnieżkę.

## Historia
Rzesze pielgrzymów wędrujących z Kotliny Jeleniogórskiej na Śnieżkę i do Czech korzystały z istniejącego już w średniowieczu (najprawdopodobniej od XIII wieku) szlaku zwanego Śląską Drogą. Wypoczynek i schronienie znajdowali w pobliskich budach pasterskich, których małe skupiska tworzyły ówczesny Karpacz. Na zboczach dolin Łomniczki, Łomnicy, Płomnicy, Dzikiego Potoku i Budniczej Strugi malowniczo porozrzucane były również szałasy drwali i węglarzy oraz domy laborantów. Administracyjnie obszar dzisiejszego miasta podzielony był pomiędzy trzech właścicieli i stanowił trzy odrębne i w pełni samodzielne gminy: Karpacz, Karpacz Górny i Płóczki.
Karpacz Górny (Brϋckenberg – czyli osada na „Mostowej Górze”), z powodu swojego usytuowania znalazł się od samego początku na głównej trasie wędrówek wspomnianych pielgrzymów. Wraz z Borowicami, Wilczą Porębą, Budnikami oraz pojedynczymi budami rozrzuconymi na głównym grzbiecie Karkonoszy (w okolicach Śnieżki) wchodził w skład tzw. Budzisk (Gebirgsbauden – czyli Górskiej Gminy), powstałych 15 listopada 1735 roku i będących własnością Schaffgotschów z Cieplic.
W Karczmie Sądowej (dzisiejszy D.W. Morskie Oko) znajdowała się ówczesna siedziba władz. To tu odbywały się sądy i rozstrzygane były spory między mieszkańcami Budzisk. Do momentu wybudowania Świątyni Wang w połowie XIX wieku, było to centrum wsi, stąd też wiodła główna droga na Polanę i Śnieżkę.
Następnie działał tutaj hotel o nazwie Rübezahl.

## Obecnie
Do dziś Karczma Sądowa 1735 funkcjonuje jako restauracja, pub i Dom Wczasowy Morskie Oko. Obecnie Karpacz jest jedynym miastem w Polsce, w którym do naszych czasów przetrwały aż trzy karczmy sądowe.

## Galeria zdjęć

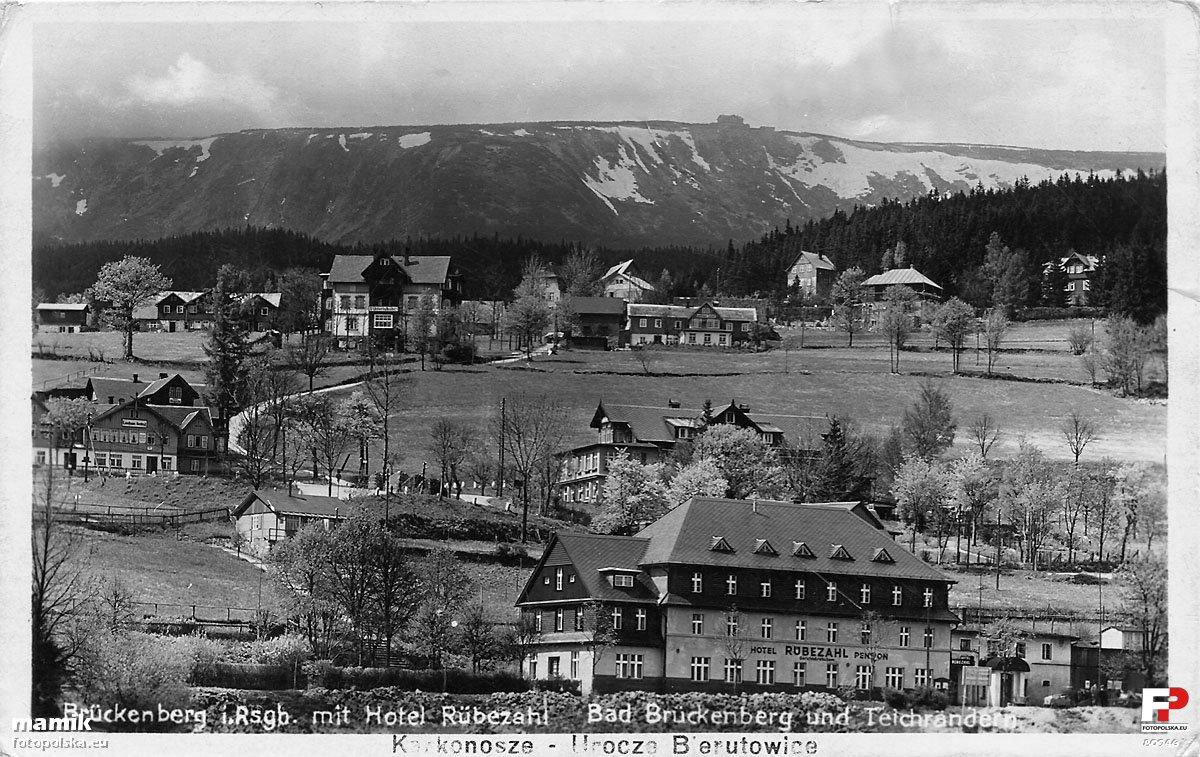
Karpacz Górny w latach 1930–1944
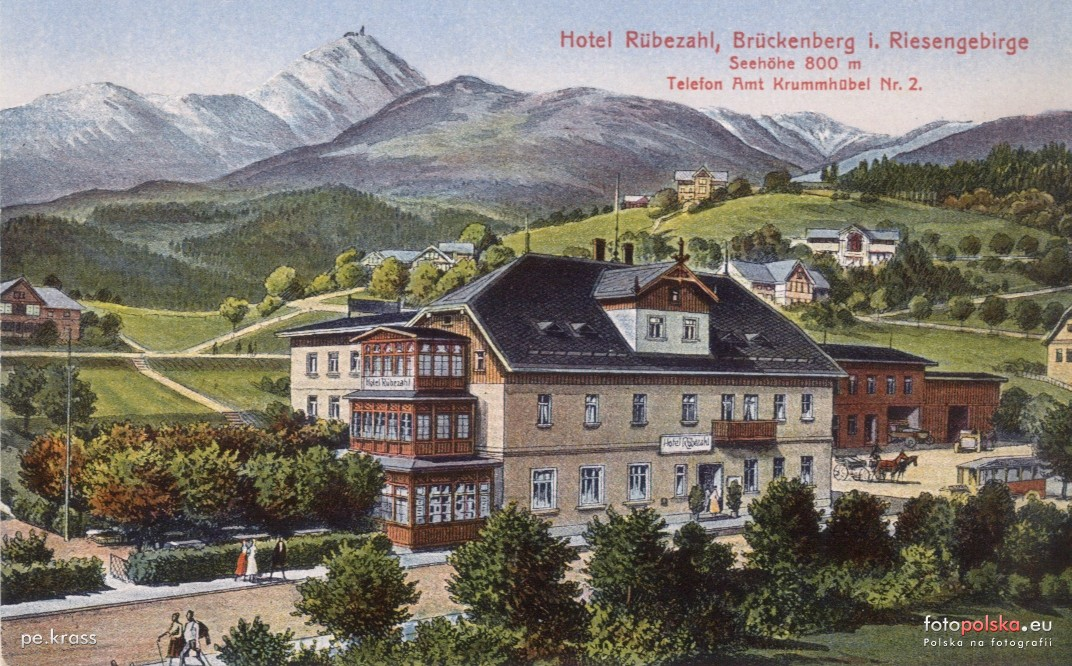
Hotel Rübezahl na dawnej pocztówce
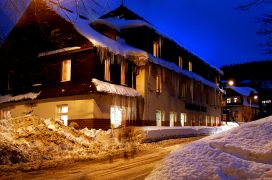
Budynek zimą
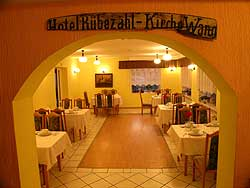
Oryginalny szyld „Hotel Rübezahl – Kirche Wang” w restauracji
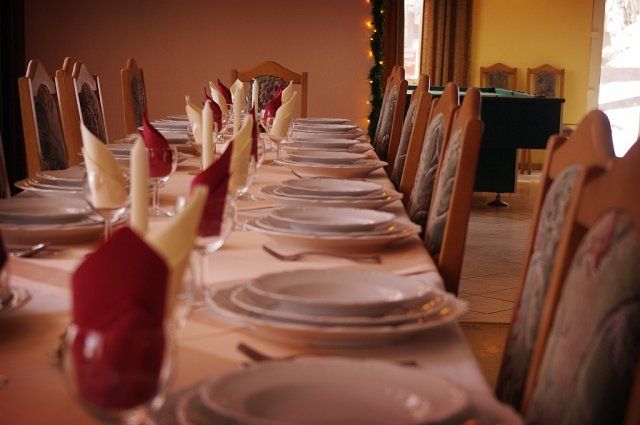
Sala bankietowa dziś